# 572 v.Chr.

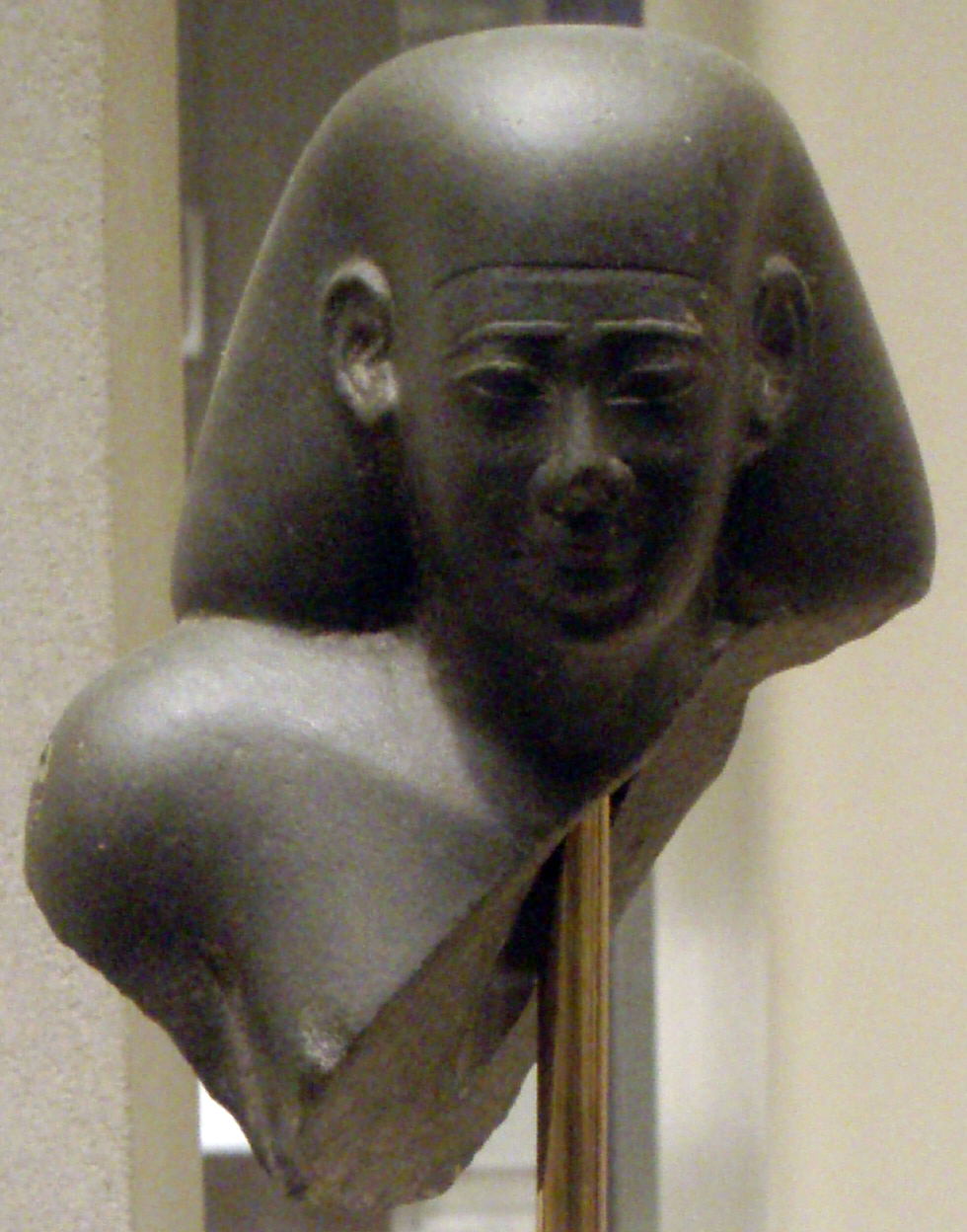
Farao Apriës (589 v.Chr. - 570 v.Chr.)

Het jaar 572 v.Chr. is een jaartal in de 6e eeuw v.Chr. volgens de christelijke jaartelling.

## Gebeurtenissen

### Mesopotamië
- De Babyloniërs onder bevel van koning Nebukadnezar II veroveren de strategische stad Damascus, deze wordt ingelijfd bij het Nieuw-Babylonische Rijk.

### Griekenland
- De stadstaten Sparta en Elis sluiten een vredesverdrag. De Olympische Spelen worden door deze wapenstilstand gehandhaafd.
- Griekse kolonisten uit Milete (Lydië) stichten de handelsnederzetting Odessos aan de Zwarte Zee.

### Egypte
- Farao Apriës stuurt een Egyptisch expeditieleger om de Griekse kolonie Cyrene (huidige Libië) te elimineren.

## Geboren
- Pythagoras (572 v.Chr - 500 v.Chr.), Grieks wiskundige en filosoof